# MacKenzie Porter
MacKenzie „Kenzie“ Lea Porter (* 29. Januar 1990 in Medicine Hat, Alberta) ist eine kanadische Schauspielerin, Country-Sängerin und Songwriterin.

## Leben
MacKenzie Porter wuchs auf einer Ranch in der kanadischen Provinz Alberta auf. Der Sänger Kalan Porter, Gewinner der 2004 ausgestrahlten Castingshow Canadian Idol, ist ihr älterer Bruder. Ab ihren fünften Lebensjahr bekam sie Musikunterricht. Bevor sie ihrer Solokarriere nachging, sang sie in der Musikgruppe The Black Boots. Seit 2014 befindet sie sich mit dem Sänger und Songwriter Jake Etheridge in einer Beziehung. Mitte 2019 verlobten die beiden sich, im Juli 2020 folgte die Hochzeit. Er war 2018 in ihrem Musikvideo zum Lied About You zu sehen.
2007 debütierte sie als Schauspielerin in sieben Episoden der Fernsehserie Dinosapien in der Rolle der Courtney und einer Nebenrolle im Weihnachtsfilm Chaos unterm Weihnachtsbaum. Es folgten Episodenrollen in Fernsehserien wie Supernatural, Endgame oder R. L. Stine’s The Haunting Hour sowie Besetzungen in Katastrophenfilmen wie 2010 im Fernsehfilm Eisbeben – Alarm in der Arktis, in dem sie eine Nebenrolle darstellte, oder 2012 in Der Supersturm – Die Wetter-Apokalypse wo sie die weibliche Hauptrolle der Cloe Peterson verkörperte. Von 2014 bis 2016 war sie in 12 Episoden der Fernsehserie Hell on Wheels in der Rolle der Naomi Bohannon zu sehen. Von 2016 bis 2018 folgte die Darstellung der Marcy Warton in insgesamt 34 Episoden der Fernsehserie Travelers – Die Reisenden.
2014 erschien ihr Debütalbum MacKenzie Porter. 2020 erschien die EP Drinkin' Songs: The Collection. Vorab wurden sie Singles These Days, 24/7/365 und Drinkin' Sessons veröffentlicht. 2021 erschien mit Thinking 'Bout You ein gemeinsamer Song mit Dustin Lynch.

## Filmografie

### Schauspiel
- 2007: Dinosapien (Fernsehserie, 7 Episoden)
- 2007: Chaos unterm Weihnachtsbaum (Christmas in Wonderland)
- 2008: The Other Woman (Fernsehfilm)
- 2008: 45 R.P.M.
- 2009: Wild Roses (Fernsehserie, 2 Episoden)
- 2010: Supernatural (Fernsehserie, Episode 6x09)
- 2010: Eisbeben – Alarm in der Arktis (Ice Quake) (Fernsehfilm)
- 2011: Endgame (Fernsehserie, Episode 1x04)
- 2011: Finding a Family (Fernsehfilm)
- 2011–2012: R. L. Stine’s The Haunting Hour (Fernsehserie, 2 Episoden, verschiedene Rollen)
- 2012: Der Supersturm – Die Wetter-Apokalypse (Seattle Superstorm) (Fernsehfilm)
- 2012: A Killer Among Us (Fernsehfilm)
- 2012: The Horses of McBride (Fernsehfilm)
- 2012: Chained (Kurzfilm)
- 2013: Tom Dick & Harriet (Fernsehfilm)
- 2013: Leap 4 Your Life
- 2013: Guess Who's Coming to Christmas (Fernsehfilm)
- 2014: Reine Männersache (Date and Switch)
- 2014–2015: Blackstone (Fernsehserie, 3 Episoden)
- 2014–2016: Hell on Wheels (Fernsehserie, 12 Episoden)
- 2015: The Unauthorized Full House Story (Fernsehfilm)
- 2016–2018: Travelers – Die Reisenden (Travelers) (Fernsehserie, 34 Episoden)
- 2018: Darrow & Darrow (Mini-Serie, Episode 1x02)
- 2023: The Movie Star and the Cowboy (Fernsehfilm)

### Synchronsprecherin
- 2014: Barbie – Die magischen Perlen (Barbie: The Pearl Princess) (Animationsfilm)

## Diskografie
Alben
- 2014: Mackenzie Porter

EPs
- 2020: Drinkin’ Songs: The Collection (Musiklabel: Big Loud)

Singles
- 2019: These Days (Label: Big Loud, CA: Platin)[6]
- 2019: 24/7/365 (Label: Big Loud)
- 2020: Drinkin’ Sessons (Label: Big Loud)
- 2020: Seeing Other People (CA: Gold)
- 2021: Thinking ’Bout You feat. Dustin Lynch (Label: Big Loud)
- 2021: Pickup (CA: Gold)
- 2022: One Too (Dallas Smith feat. MacKenzie Porter, CA: Gold)